# Erdevik
Erdevik es un pueblo ubicado en la municipalidad de Šid, en el distrito de Sirmia, Serbia.

## Superficie
Posee una superficie de 56,12 kilómetros cuadrados.

## Demografía
Hasta 2011 la población era de 2736 habitantes, con una densidad de población de 48,75 habitantes por kilómetro cuadrado.